# Савиньи-ан-Сансер
Савиньи́-ан-Сансе́р (фр. Savigny-en-Sancerre) — коммуна во Франции, находится в регионе Центр. Департамент — Шер. Входит в состав кантона Лере. Округ коммуны — Бурж.
Код INSEE коммуны — 18246.
Коммуна расположена приблизительно в 165 км к югу от Парижа, в 85 км юго-восточнее Орлеана, в 55 км к северо-востоку от Буржа.

## Население
Население коммуны на 2008 год составляло 1080 человек.
| 1962 | 1968 | 1975 | 1982 | 1990 | 1999 | 2008 |
| ---- | ---- | ---- | ---- | ---- | ---- | ---- |
| 872  | 895  | 855  | 891  | 981  | 1023 | 1080 |

## Администрация
| Период | Период | Фамилия        | Партия                    | Примечания                      |
| ------ | ------ | -------------- | ------------------------- | ------------------------------- |
| 2001   | 2008   | Доминик Бюльто | Союз за народное движение | бывший член генерального совета |
| 2008   | 2014   | Тереза Рюэль   |                           |                                 |

## Экономика
В 2007 году среди 676 человек в трудоспособном возрасте (15-64 лет) 472 были экономически активными, 204 — неактивными (показатель активности — 69,8 %, в 1999 году было 65,5 %). Из 472 активных работали 421 человек (226 мужчин и 195 женщин), безработных было 51 (23 мужчины и 28 женщин). Среди 204 неактивных 54 человека были учениками или студентами, 80 — пенсионерами, 70 были неактивными по другим причинам.

## Достопримечательности
- Церковь Сен-Симфорьен (XII век). Первоначально построена в романском стиле, однако позднее были внесены изменения в готическом стиле
- Кладбищенская часовня Нотр-Дам (XV век)

## Фотогалерея
- Савиньи-ан-Сансер
- Карта коммуны